# Перекупка з апельсинами
«Перекупка з апельсинами»,«Перекупка з помаранчами» «Помаранчанка», «Жидівка з помаранчами» («Єврейка з помаранчами») (пол. Żydówka z pomarańczami, Pomarańczanka, Przekupka z pomarańczami) — картина польського художника Александра Ґеримського.
На картині зображена базарна перекупниця, яка на містку продає невеликі апельсини із двох кошиків, на фоні варшавських будинків.
На думку деяких дослідників, яскравий колір апельсинів повинен був символізувати радість та інші позитивні емоції на фоні втомленого обличчя торговки-мешканки Повісля (назва місцевості у Варшаві).
Робота є частиною серії з 3 картин про одну й ту саму жінку. 2 з цих картин зберіглись у художньому музеї Варшави.